# Bellever
Bellever – osada w Anglii, w hrabstwie Devon, w dystrykcie West Devon. Leży 31 km na południowy zachód od miasta Exeter i 284 km na zachód od Londynu.